# Амстердамский интернационал профсоюзов
Международная федерация профсоюзов (англ. International Federation of Trade Unions, фр. Fédération syndicale internationale) — международное объединение профсоюзов, близких к социал-демократическим партиям Социалистического рабочего интернационала (напр. Британский конгресс тред-юнионов, Всеобщая федерация немецких профсоюзов, Всеобщая конфедерация труда). Основан в июле 1919 года на конгрессе в Амстердаме и просуществовал до 14 декабря 1945 года.